# Faces (mixtape)
Faces is de elfde mixtape van de Amerikaanse rapper Mac Miller uitgebracht op 11 mei 2014. Faces is het vervolg op Millers tweede album uit 2013 getiteld Watching Movies with the Sound Off. Faces wordt door veel muziekrecensenten gezien als een van de beste mixtapes ooit en Millers magnum opus. Veelvoorkomende thema's op de mixtape zijn vooral Millers ervaringen met drugs, depressiviteit, eenzaamheid en verslaving, maar ook onderwerpen zoals religie, spiritualiteit en zijn eigen dood komen aan bod. Op 15 oktober 2021 werd de mixtape beschikbaar gesteld op de streamingdiensten van Spotify en Apple Music.
Miller produceerde het grootste gedeelte van de mixtape zelf en sloeg een nieuwe richting in die veel critici niet van hem gewend waren. Faces wordt gekenmerkt door veel op jazz geïnspireerde beats en donkere ongefilterde teksten over Millers drugsverslaving. Artiesten zoals Rick Ross, Earl Sweatshirt, Schoolboy Q, Mike Jones, Sir Michael Rocks, Vince Staples, Ab-Soul en Dash zijn op de mixtape te horen.

## Productie
Miller produceerde Faces voor het grootste gedeelte zelf onder het pseudoniem Larry Fisherman. ID Labs produceerde twee nummers op de mixtape, net zoals Earl Sweatshirt, die onder zijn pseudoniem randomblackdude de nummers "Polo Jeans" en "New Faces" voor zijn rekening nam. Faces bevat meerdere gesproken teksten die uit films en interviews zijn gesampled. Zo is Charles Bukowski te horen in het nummer "Wedding", Hunter S. Thompson in het nummer "Funeral" en Bill Murray in het nummer "It Just Doesn't Matter" met zijn toespraak uit de film Meatballs.

## Stijl en thematiek
Faces bevat veel muzikale stijlen, waaronder psychedelische rap, alternatieve hiphop, jazzrap en low fidelity. De veelvoorkomende thema's op de mixtape zijn vooral Millers ervaringen met drugs, depressiviteit, eenzaamheid en verslaving. Op de mixtape laat Miller zich uit over de verschillende soorten drugs die hij gebruikt heeft; sommige nummers zijn zelfs compleet gericht op zijn ervaringen met bepaalde soorten drugs. In het nummer "San Francisco" rapt Miller bijvoorbeeld over zijn ervaring met lsd. Andere soorten drugs waar Miller zich op de mixtape over uitlaat, zijn cocaïne, methamfetamine, PCP, lean en cannabis.

## Nummers
| Nr. | Titel                                       | Producer(s)                 | Duur |
| --- | ------------------------------------------- | --------------------------- | ---- |
| 1.  | "Inside Outside"                            | Thundercat                  | 1:55 |
| 2.  | Here We Go                                  | DrewByrd                    | 2:48 |
| 3.  | Friends (met Schoolboy Q)                   | Malcolm McCormick           | 6:38 |
| 4.  | Angel Dust (met King Ralph of Malibu)       | McCormick                   | 3:43 |
| 5.  | Malibu                                      | McCormick                   | 3:31 |
| 6.  | What Do You Do (met Sir Michael Rocks)      | McCormick                   | 3:50 |
| 7.  | It Just Doesn't Matter                      | ID Labs                     | 3:37 |
| 8.  | Therapy                                     | ID Labs                     | 4:10 |
| 9.  | Polo Jeans (met Earl Sweatshirt en Ab-Soul) | randomblackdude             | 3:42 |
| 10. | Happy Birthday                              | Rahki                       | 2:53 |
| 11. | Wedding                                     | THC                         | 2:53 |
| 12. | Funeral                                     | McCormick                   | 3:44 |
| 13. | Diablo                                      | McCormick                   | 3:18 |
| 14. | Ave Maria                                   | McCormick                   | 2:56 |
| 15. | 55 (met Thundercat)                         | Larry Fisherman, Thundercat | 0:53 |
| 16. | San Francisco                               | McCormick                   | 2:44 |
| 17. | Colors and Shapes                           | McCormick                   | 5:31 |
| 18. | Insomniak (met Rick Ross)                   | Big Jerm                    | 4:06 |
| 19. | Uber (met Mike Jones)                       | McCormick                   | 4:31 |
| 20. | Rain (met Vince Staples)                    | 9th Wonder                  | 2:34 |
| 21. | Apparition                                  | McCormick                   | 3:28 |
| 22. | Thumbalina                                  | McCormick                   | 3:06 |
| 23. | New Faces v2                                | randomblackdude             | 5:31 |
| 24. | Grand Finale                                | McCormick                   | 3:36 |